# Б-34
100-мм корабельная пушка образца 1940 года (Б-34) — советское универсальное корабельное 100-мм орудие.

## История

### Разработка
Артустановка Б-34 была спроектирована в КБ завода «Большевик» под руководством И. И. Иванова в 1936 году. Опытный экземпляр изготовлен в середине 1937 года и в августе-сентябре прошёл испытания на полигоне. 21 сентября 1937 года проект возвращён на доработку. Ситуация повторилась в декабре 1938 и в 1939 году.
В 1940 году Б-34 не были доведены и не приняты на вооружение. Но первые Б-34 устанавливались на крейсерах проектов 26 и 26-бис типа («Киров») без электропривода и управлялись вручную, в результате эффективный огонь по воздушным целям вести было невозможно.

### Производство
По заключению комиссии «система Б-34 не является достаточно отработанным образцом и не может быть рекомендована для вооружения Красной армии». Тем не менее, её валово производил завод «Большевик», и к 1 января 1941 года флоту было поставлено 42 АУ Б-34 (из них БФ — 12, ЧФ — 12, ТОФ − 6, СФ — 6, Каспийской флотилии — 4).
В апреле — мае 1941 года были проведены полигонные испытания первой АУ Б-34-У. Б-34-У отличалась от Б-34 пружинной полуавтоматикой вместо пневматической и рядом мелких изменений в досылателе и спусковом устройстве.
В 1940 году производство АУ Б-34 на заводе «Большевик» было прекращено, и была начата подготовка производства улучшенной АУ Б-34-У на Кировском заводе. Однако в связи с блокадой Ленинграда Кировский завод к выпуску Б-34-У не приступил, и оно в дальнейшем было передано на завод №4 им. Ворошилова в г. Красноярске. С 1946 по 1950 годы завод №4 изготовил 213 установок Б-34-У.
В производстве в разное время принимали участие следующие предприятия:
- Завод № 357 НКВ, Ленинград (прицельные приспособления «МО» для Б-34);[3]
- Завод № 232 НКВ, Ленинград (головное предприятие);[4]
- Завод № 75 НКВ, Юрга (Б-34-УСМ, Б-34-УСМА, Б-34-УСМ-1 и Б-34-УСМА-1);[5]
- Завод № 4 НКВ, Красноярск (Б-34-У, Б-34-УСМ)[6].

### Модификации
В 1944 году на основе ствола Б-34 было создано мощное противотанковое орудие БС-3.
В 1948 году ЦКБ-34 модифицировало Б-34-У с целью сопряжения с ПУС «Зенит-42» и новой системой синхронной силовой передачи МИСС-42. Модифицированная артустановка получила обозначение Б-34-УСМ. В 1948—1953 годах произведено 114 установок этой модификации.
В 1953 году все ранее выпущенные орудия Б-34 модернизированы (Постановление Совета Министров СССР № 214—129сс от 14 февраля 1955 года «О принятии на вооружение Военно-Морских Сил 100 мм одноорудийной универсальной артиллерийской установки Б-34-УСМА-1»).

## Конструкция
Ствол состоял из свободной трубы, кожуха и казённика. Затвор — горизонтальный клиновой, механизм полуавтоматики пневматического действия (впоследствии заменён на пружинный). Досылка патронов принудительная, пневматическим досылателем.
Щит из противопульной брони с подвижным щитком, закрывающим амбразуру.
Управление зенитным огнём осуществлялось с помощью системы МПУАЗО «Горизонт».

## ТТХ
- Калибр: 100 мм
- Полная длина ствола: 5795 мм/56 калибров
- Длина свободной трубы: 5350 мм
- Вес свободной трубы: 524 кг
- Вес качающейся части одного орудия: 4,01 т
- Вес установки: 12,5 т
- Объём каморы: 7.985 см³?
- Максимальное давление: 3000 кг/см²
- Дульная энергия: 644 т м
- Живучесть ствола при боевом заряде: 800 выстрелов (1500 с флегматизаторами)
- Тип затвора: клиновой
- Время открывания и закрывания затвора вручную: 0,4 с
- Углы возвышения: −5/85 градусов
- Угол горизонтального наведения: 352 градуса
- Максимальная начальная скорость снаряда: 910 м/с
- Максимальная дальность стрельбы, 118,8 кабельтовых (22,2 км)
- Максимальная досягаемость по высоте: 10 км
- Скорострельность: до 16 выстрелов в минуту
- Масса снаряда: 15,8 кг
- Масса патрона: 28 кг
- Скорость горизонтального наведения: 20 град/с
- Скорость вертикального наведения: 25 град/с
- Расчёт установки: 9 чел.

Всё по

## Боеприпасы
Артустановки Б-34 обеспечивались унитарными патронами со следующими видами снарядов:
- Фугасный
- Ныряющий
- Осветительный беспарашютный
- Дистанционная граната

## Использование

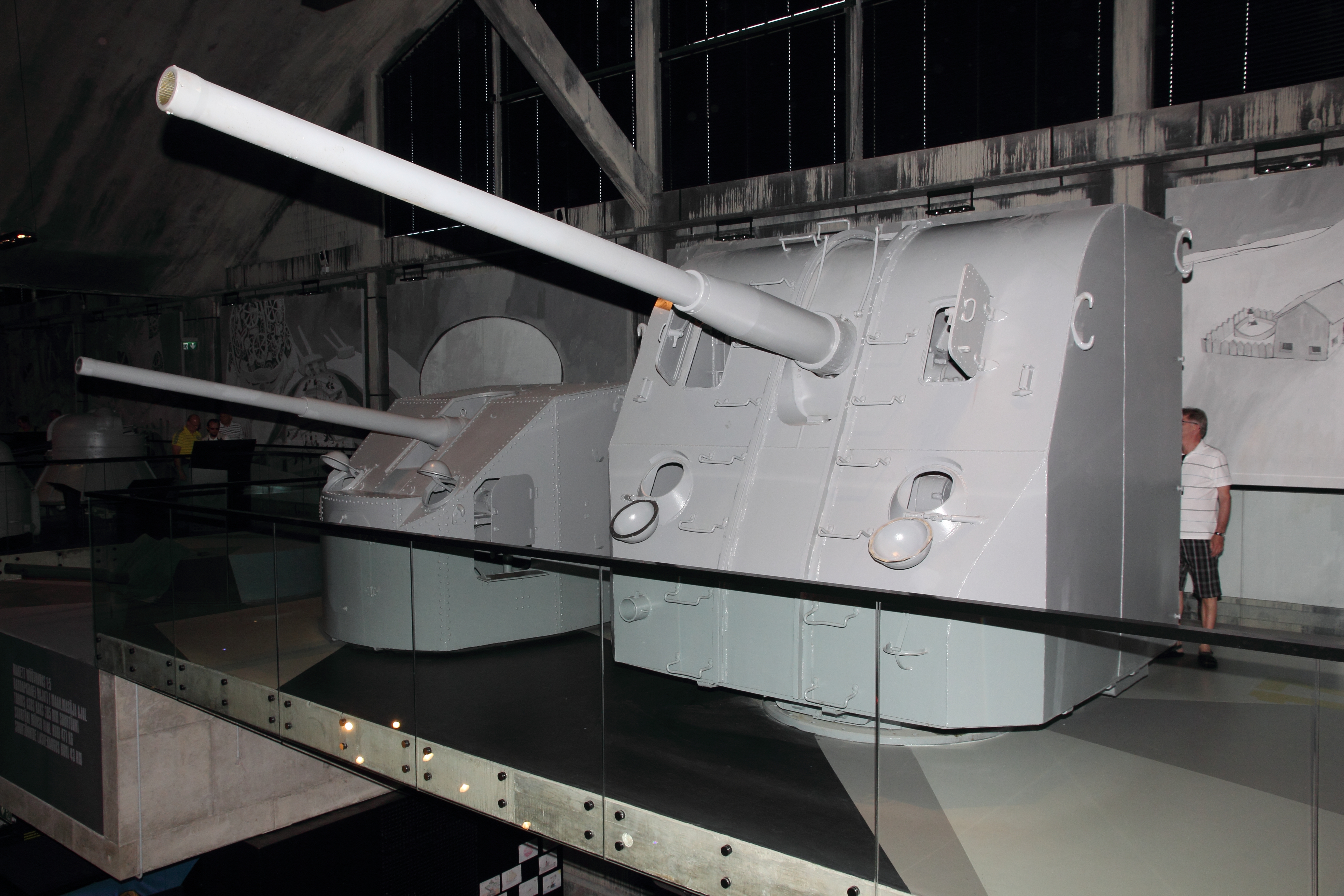
Б-34 на переднем плане, вдали 85-мм орудие 90-К

Орудия Б-34 устанавливались на 2 балтийских и 2 черноморских крейсерах проектов 26 и 26-бис, послевоенных сторожевых кораблях (проектов 29, 42, 50), плавбазах проекта 310, канонерской лодке Амурской флотилии «Красная Звезда» и других кораблях и батареях береговой обороны (в том числе двухорудийная батарея № 668 на кронштадтском форте «Князь Меньшиков»).
Хотя формально универсальных орудий на вооружении советского военно-морского флота (ВМФ СССР) и не было, но в качестве универсальных использовались и формально зенитные 100-мм установки Б-34, которые устанавливались и как установки главного калибра для стрельбы и по надводным и береговым целям и на береговых и плавучих артиллерийских и зенитных батареях и других, в основном мобилизованных, судах. Например в Ладожской флотилии, выполнявшей важнейшую задачу обеспечения снабжения осажденного Ленинграда, из крупных кораблей к осени 1941 года было 6 переоборудованных канонерских лодок с установками 34-К и Б-34 главного калибра и 2 сторожевых корабля специальной постройки.
Недаром в некоторых источниках эти установки именуют только универсальными.
Из боевых кораблей основных классов специальной постройки к началу Великой Отечественной войны этими универсальными установками вооружены только 4 крейсера — 2 на Балтийском флоте и 2 на Черноморском. Они применяли 100-мм орудия в основном как зенитные.
В общем из выпущенных до июня 1941 года 42 100-мм Б-34, только 24 100-мм Б-34 на 4 балтийских и черноморских крейсерах — около 55 %, остальные 18 — около 45 %, установлены на береговых батареях и небольших кораблях, в основном мобилизованных, как орудия гпавного калибра. Из указанных установок автоматизированные системы управления артиллерийским огнем (СУАО) имели только крейсера, остальные имели ручную СУАО типа Гейслера, где поправки вычислялись по таблицам и данные на орудия передавались по телефонным проводам, как и на дооборудованных гражданских судах.